# Michael Hoffman (Politiker)
Michael Hoffman (* 11. Oktober 1787 in Halfmoon, New York; † 27. September 1848 in New York City) war ein US-amerikanischer Jurist und Politiker. Zwischen 1825 und 1833 vertrat er den Bundesstaat New York im US-Repräsentantenhaus.

## Werdegang
Michael Hoffman wurde ungefähr vier Jahre nach dem Ende des Unabhängigkeitskrieges in Halfmoon im Saratoga County geboren. Er verfolgte eine akademische Laufbahn. Hoffman studierte Medizin und Jura. Nach dem Erhalt seiner Zulassung als Anwalt begann er in Herkimer im Herkimer County zu praktizieren. Zwischen 1823 und 1825 war er als Bezirksstaatsanwalt tätig. Politisch gehörte er der Jacksonian-Fraktion an.
Bei den Kongresswahlen des Jahres 1824 für den 19. Kongress wurde er im 15. Wahlbezirk von New York in das US-Repräsentantenhaus in Washington, D.C. gewählt, wo er am 4. März 1825 die Nachfolge von John Herkimer antrat. Er wurde drei Mal in Folge wiedergewählt und schied dann nach dem 3. März 1833 aus dem Kongress aus. Als Kongressabgeordneter hatte er den Vorsitz über das Committee on Naval Affairs (20. bis 22. Kongress).
Hoffman war zwischen 1830 und 1833 Richter im Herkimer County und zwischen 1833 und 1835 Canal Commissioner von New York. 1836 arbeitete er als Register im Grundbuchamt (land office) in Saginaw (Michigan). Danach zog er nach Herkimer. Er saß in den Jahren 1841, 1842 und 1844 in der New York State Assembly. 1846 nahm er als Delegierter an der verfassunggebenden Versammlung von New York teil. Am 3. Mai 1845 wurde er Naval Officer in New York City – eine Stellung, die er bis zu seinem Tod innehatte. Er verstarb am 27. September 1848 in der damals noch eigenständigen Stadt Brooklyn.